# Sabah Seghir
Pour les articles homonymes, voir Seghir.
Sabah Seghir (en arabe : صباح الصغير), née le 27 septembre 2000 à Colombes en France, est une footballeuse internationale marocaine évoluant en tant qu'ailière au FC Bâle en Suisse.
Polyvalente, il arrive parfois qu'elle joue en tant qu'arrière latérale, en club comme en sélection.

## Biographie
Née à Colombes de parents marocains originaires d'Agadir, Sabah Seghir découvre le football vers l'âge de 4 ans. Si sa mère est réservée sur l'idée de la laisser jouer au football, son père quant à lui l'emmène régulièrement au parc près du domicile pour lui montrer et apprendre les bases de la discipline.

### Carrière en club
Seghir joue d'abord au CSM de Gennevilliers pendant trois saisons avant de rejoindre le Racing Saint-Denis puis plus tard la VGA Saint-Maur. Elle évolue à la Sampdoria depuis l'été 2021.

#### Racing Saint-Denis (2017-2019)
Sabah Seghir continue sa formation au Racing Saint-Denis en région parisienne qui évolue en Régional 1.
Parmi les moments forts avec le club dionysien, le match contre Vaux-le-Pénil la Rochette le 10 janvier 2018 comptant pour les 32es de finale de la Coupe de France. Sabah Seghir qualifie son équipe au tour suivant en marquant l'unique but de la rencontre. Le RC Saint-Denis n'avait jamais atteint ce stade de la compétition.
À l'issue de sa première saison 2017-2018 avec le club francilien, elle dispute un ensemble de 20 matchs et son équipe parvient à accéder à la deuxième division après avoir éliminé l'AS Beauvaix Oise lors du dernier tour des barrages.
Sabah fait ainsi ses débuts en D2 le 2 septembre 2018 en étant titularisée par Michel Ange Gims contre la Roche-sur-Yon (défaite à domicile de Saint-Denis 0-5). En Coupe de France, Saint-Denis et Seghir se font sortir dès le premier tour fédéral le 25 novembre 2018 par Valenciennes (2-0).
Ainsi pour sa première saison en D2, elle dispute un total de 21 matchs en étant titularisée à 17 reprises.
Le RC Saint-Denis termine 10e à la fin de la saison sportive et est donc contraint à disputer les barrages pour le maintien. Sabah Seghir réussit avec son club à se maintenir pour la prochaine saison.
Lors de l'exercice 2019-2020, elle dispute la première moitié de la saison avec le RC Saint-Denis en jouant treize matchs dont deux en Coupe de France avant de rejoindre la VGA Saint-Maur début 2020.

#### Passage à la VGA Saint-Maur (2020-2021)
Après quelques saisons au RC Saint-Denis, Sabah Seghir rejoint la VGA Saint-Maur. Club avec lequel elle ne dispute que quelques matchs en raison de l'arrêt des compétitions à la suite de la pandémie du covid-19.
Lors de son premier match sous ses nouvelles couleurs, contre le FC Bergerac le 19 janvier 2020, elle inscrit un doublé qui permet à son équipe de s'imposer à domicile (victoire 4-1).
La VGA qui figure à la 9e place au classement au moment de l'arrêt des championnats, se maintient pour la saison suivante.
Sabah Seghir ne dispute que deux matchs, contre Lens le 27 septembre 2020 (match nul 1-1) et le FC Nantes le 4 octobre 2020 (défaite 5-1).
À l'instar de tous les championnats en France, la D2 Féminine est suspendu à partir du 29 octobre 2020.
Quelques semaines après ladite suspension, Sabah Seghir est convoquée en équipe du Maroc des -20 ans pour disputer une double confrontation amicale à Accra contre le Ghana fin novembre 2020. Ses coéquipières en club, Marwa Hassani et Imène El Ghazouani sont également appelées pour prendre part à ce stage.

#### Expérience en Italie avec la Sampdoria (2021-2023)
Au cours de l'été 2021, sur les conseils d'un de ses anciens entraîneurs, elle quitte sa région natale pour l'Italie afin de jouer à la Sampdoria qui vient tout juste de lancer son équipe féminine senior. Sabah Seghir réussit ses tests d'entrée avec brio et s'engage avec le club génois.
Le 15 janvier 2022, elle inscrit un des buts de la victoire de son équipe contre la Lazio.
En Coupe nationale, la Sampdoria passe la phase régionale mais voit son parcours s'arrêter en quart de finale face à l'AC Milan le 30 janvier 2022. Seghir entre en jeu lors du match aller qui se termine sur un score de 4-1 pour les Milanaises.
Elle délivre une passe décisive le 15 mai 2022 contre Hellas Vérone lors de la dernière journée de la Serie A.
À l'issue de sa première saison avec La Samp, Seghir dispute dix-huit matchs dont douze en tant que titulaire.

#### Saison 2022-2023
Elle entame sa deuxième saison avec Sampdoria en entrant en jeu le 11 septembre 2022 contre Pomigliano à l'occasion de la deuxième journée de Serie A.
Le 16 octobre 2022 la Sampdoria reçoit la Juventus au Stade Luigi-Ferraris dans le cadre de la 6e journée de Serie A. Sabah Seghir est titularisée pour la première fois de la saison. Mais son entraîneur, Antonio Cincotta, la sort à la mi-temps de cette rencontre qui voit la Juve s'imposer sur le score de 4-0.
Sabah Seghir inscrit son premier but de la saison le 2 novembre 2022 face à Ravenne à l'occasion de la 2e journée de la phase de groupes de la Coupe d'Italie. Sampdoria s'impose 2-1 contre ledit club qui évolue en Serie B (deuxième division).
Le 31 janvier 2023 la club annonce le prêt de Sabah Seghir au SSD Napoli qui évolue en deuxième division (Serie B).

#### Prêt au Napoli (2023)
Sabah Seghir dispute son premier match avec Napoli le 5 février 2023 en entrant en jeu en deuxième mi-temps contre Trento Calcio.
Elle est titularisée pour la première fois contre H&D Chievo à l'occasion de la 18e journée de Serie B dans un match qui se solde par un succès de son équipe (0-3).
Lors de la 25e journée le 23 avril 2023,elle délivre une passe décisive contre le Genoa sur le terrain de ce dernier (victoire de Napoli, 2-5).
Sabah Seghir inscrit son premier but sous les couleurs napolitaines le 7 mai 2023 sur le terrain de la Lazio, un concurrent direct pour la montée. Le Napoli remporte le match sur le score de 2-1.
À l'issue de la saison, Napoli parvient à monter en Serie A en terminant première de la Serie B avec 74 points devançant la Lazio d'une seule longueur. Avec le club napolitain, Sabah Seghir aura pris part à 12 rencontres dont 5 titularisations pour un but marqué et une passe décisive.

#### Expérience en Suisse à FC Bâle (2023-2024)
Après avoir foulé les terrains d'Italie pendant deux ans, Sabah Seghir prend la direction du FC Bâle qui évolue en Super league (Première division). Elle signe un contrat de deux ans.
Elle dispute son premier match sous ses nouvelles couleurs le 2 septembre 2023 en entrant en jeu contre le FC Saint-Gall pour le compte de la 2e journée de championnat. La rencontre se solde sur un score de parité (1-1).
Le 7 octobre 2023 elle inscrit son premier but sous la tunique du FC Bâle lors de la réception du Fraenteam Thoune. Elle ouvre le score et réalise une passe décisive sur le deuxième but bâlois dans un match qui se termine sur une large victoire de son équipe (6-0).
En Coupe de Suisse, elle inscrit le 11 novembre 2023 un des buts de la victoire face à Lugano (6-0) et le week-end suivant en championnat, elle offre une passe décisive contre le Rapperswil-Jona (victoire de Bâle, 0-7).
Elle marque son 3e but de la saison le 20 mars 2024 face au Young Boys dans le cadre des demi-finales de la Coupe nationale. Si c'est elle qui inscrit le but égalisateur (2-2) cinq minutes après son entrée en jeu, le FC Bâle perd cependant la rencontre en encaissant le but dans les dix dernières minutes.
Après avoir éliminé le FC Saint-Gall en quart de finale des play-offs, le FC Bâle échoue en demi-finale devant le FC Zurich qui s'impose sur l'ensemble des deux matchs aller et retour (4-3 au score cumulé). Sabah Seghir dispute ces demi-finales en tant que titulaire.

#### FC Bâle: Deuxième saison (2024-2025)
Sabah Seghir prolonge d'une année supplémentaire avec le FC Bâle. Elle dispute son premier match de la saison le 9 août 2024 en entrant en jeu à la place de l'allemande Ivana Rudelić contre le Young Boys dans le cadre de la première journée du championnat (victoire, 2-1).
Elle inscrit son premier but de la saison le 24 août 2024 face à Thoune dans le cadre de la 3e journée du championnat (victoire, 3-0).
Le 31 août 2024, elle délivre une passe décisive face au FC Lucerne dans le cadre de la 4e journée du championnat. Le FC Bâle s'impose sur le score de 6 buts à 1 chez ce dernier.

### Carrière internationale

#### Maroc -20 ans
Sabah Seghir est sélectionnée par Lamia Boumehdi avec les moins de 20 ans pour prendre part à une double confrontation amicale face au Ghana à Accra en novembre 2020. Elle participe aux deux matchs en tant que titulaire,.

#### Équipe du Maroc
Sabah Seghir fait ses débuts en équipe nationale A le 10 juin 2021 en entrant en jeu en amical contre le Mali. Son premier match en tant que titulaire a lieu quatre jours plus tard, contre le même adversaire.
Elle marque son premier but international contre le Congo le 11 juin 2022 en match préparatoire à la CAN 2022. Elle délivre par ailleurs durant ce match une passe décisive pour Sanaâ Mssoudy qui ouvre le score à la 6e minute.

#### Coupe d'Afrique des nations 2022
Reynald Pedros la sélectionne pour disputer la CAN 2022 au Maroc. Lors de celle-ci, elle participe à la première qualification de l'histoire de la sélection en Coupe du monde. Elle dispute deux matchs durant cette édition dont le quart de finale contre le Botswana.

#### Coupe du monde 2023: Les Marocaines créent l'exploit
Sabah Seghir est sélectionnée par Reynald Pedros pour un stage en Espagne au mois d'octobre durant lequel le Maroc affronte en amical la Pologne le 6 octobre 2022 et le Canada le 10 octobre 2022. Le technicien français la fait jouer arrière gauche lors de ces deux rencontres amicales qui se soldent par deux défaites sur le même score (4-0).
Le mois suivant, le technicien français fait appel à elle pour prendre part à un autre stage en Espagne, cette fois à Marbella où l'équipe nationale affronte la république d'Irlande dans une double confrontation amicale. Le Maroc et l'Irlande se quittent dos à dos (2-2) lors de la première rencontre le 11 novembre 2022 tandis que la seconde se termine sur une victoire irlandaise (4-0). Sabah Seghir dispute les deux matchs en tant que titulaire.
Elle est sélectionnée en avril 2023 pour prendre part à deux matchs amicaux internationaux contre la Tchéquie et la Roumanie respectivement le 6 avril 2023 à Prague et le 11 avril 2023 à Bucarest.
Sabah Seghir fait partie des 28 joueuses présélectionnées par Reynald Pedros pour prendre part à un stage du 20 juin au 9 juillet 2023 à Lienz (Autriche) ainsi qu'aux matchs amicaux qui précèdent la Coupe du monde (contre l'Italie, la Suisse et la Jamaïque respectivement les 1er, 5 et 16 juillet). Après le stage effectué en Autriche, Seghir est sélectionnée dans la liste finale des 23 joueuses retenues pour défendre les couleurs marocaines au Mondial.

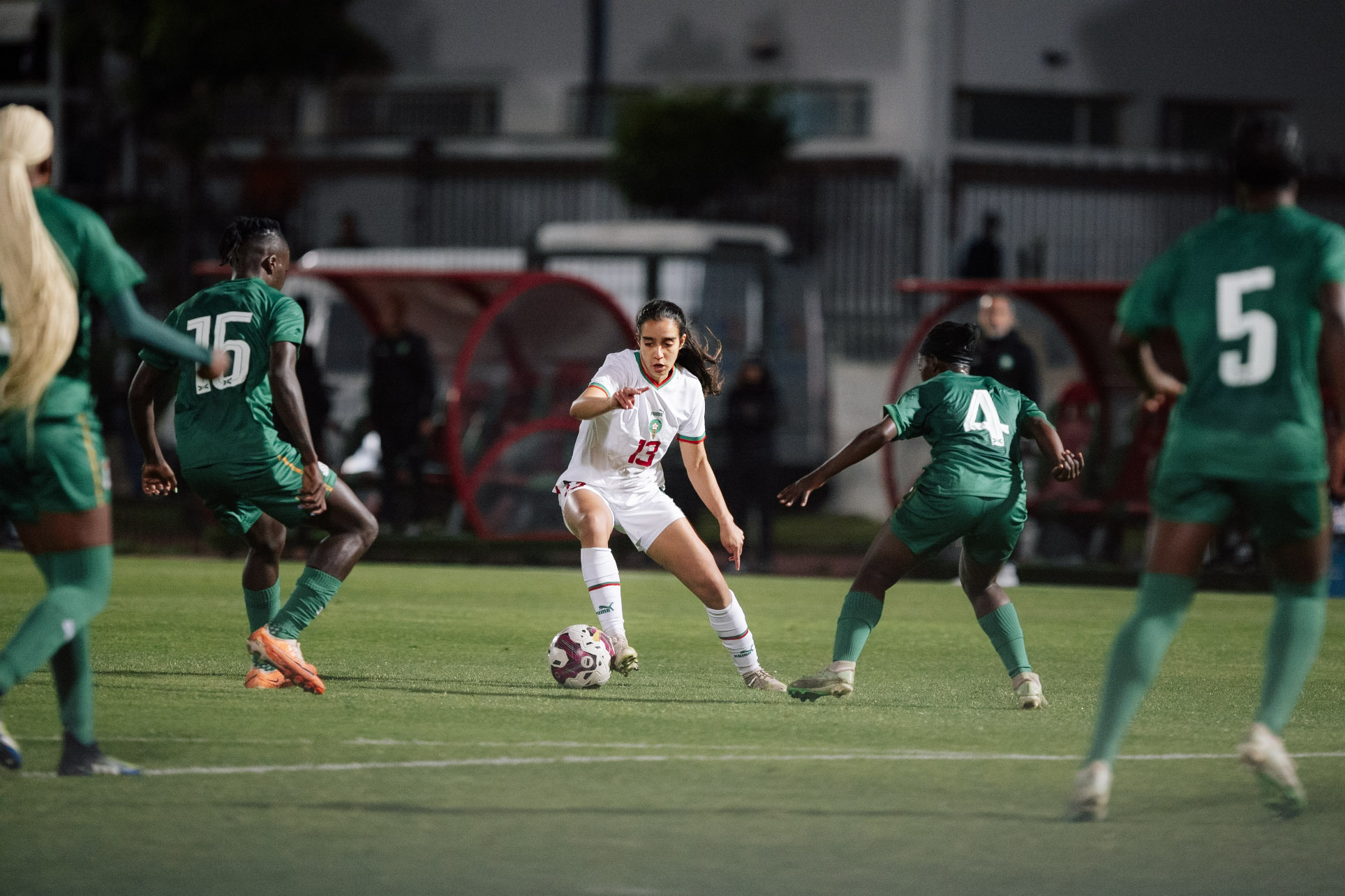
Sabah Seghir contre la (avril 2024)

Après avoir mal débuté contre l'Allemagne (défaite 6-0), le Maroc parvient à remporter une première victoire, contre la Corée du Sud (1-0), puis une deuxième, contre la Colombie (1-0) et réussit à se qualifier pour les huitièmes de finale pour sa première participation, et ce grâce au nul de l'Allemagne contre la Corée. Le parcours des Marocaines prend fin contre les Françaises (4-0). Bien que dans le groupe, Sabah Seghir, qui participe aux matchs de préparation, ne fait pas d'apparitions durant le tournoi.

#### JO 2024: Echec des Marocaines au dernier tour
Dans le cadre des préparations aux qualifications des Jeux olympiques 2024, le Maroc reçoit la Zambie les 22 et 26 septembre 2023 pour une double confrontation amicale. Les Marocaines s'inclinent lors des deux rencontres. La première à Casablanca sur le score 2-0 et la deuxième à Rabat sur un lourd score de 6 à 2. Sabah Seghir dispute les deux matchs en entier.
Elle reçoit une convocation de la part de Jorge Vilda, fraîchement nommé à la tête de l'équipe nationale, pour disputer une double confrontation face à la Namibie les 26 et 31 octobre 2023 dans le cadre du deuxième tour des qualifications des Jeux olympiques 2024. La Namibie étant dans l'incapacité de recevoir, les deux matchs se jouent au Maroc. Les Marocaines s'imposent lors des deux manches. La première à Marrakech le 26 octobre 2023 sur le score de 2-0, et la deuxième à Rabat avec le même score. Bien que dans le groupe, Sabah Seghir ne dispute aucune des deux rencontres,.
Après avoir éliminé la Tunisie, les Marocaines sont donc opposées aux Zambiennes lors du 4e et dernier tour des qualifications. Si elle est parvenue à s'imposer en Zambie lors du match aller le 5 avril 2024 sur le score de 2 buts à 1, la sélection marocaine ne parvient pas à se qualifier pour la phase finale des Jeux à la suite de sa défaite 2 à 0 au match retour à Rabat le 9 avril 2024 après prolongations Sabah Seghir entre en jeu dans chacune des deux rencontres et manque une grande occasion de marquer lors du match retour, sur un tir à la 114e minute qui passe au-dessus de la cage zambienne.

#### Coupe d'Afrique 2024: Nouvel échec en finale
Sabah Seghir est sélectionnée par Jorge Vilda pour une double confrontation amicale face à la RD Congo les 30 mai et 3 juin à 2024 Berkane. Le Maroc remporte les deux rencontres. La première sur le score de 2 buts à 1 et la deuxième, 3 buts à 2. Sabah Seghir entre en jeu dans chacun des deux matchs. 
Elle est convoquée pour disputer deux matchs amicaux contre la Tanzanie et le Sénégal respectivement les 25 et 29 octobre 2024 au Stade Père-Jégo. Les Marocaines remportent les deux rencontres avec un score de 4-1 face aux Tanzaniennes et une large victoire face aux Sénégalaises, 7-0. Sabah Seghir dispute les deux rencontres en tant que titulaire et délivre une passe décisive à Fatima Tagnaout face au Sénégal,.
Après une série de stages et matchs amicaux, la FRMF annonce le 24 juin 2025 la liste finale pour la CAN 2024. Sabah Seghir fait partie des joueuses retenues par Jorge Vilda. Le Maroc qui atteint la finale pour la deuxième fois consécutive, ne parvient pas à remporter le titre s'inclinant face au Nigeria (3-2). Si elle a eu du temps de jeu lors de la CAN 2022, Sabah Seghir n'a pas fait d'apparition lors de cette édition.

## Statistiques

### En club
| Saison                | Club                  | Championnat           | Championnat | Championnat | Coupe(s) nationale(s) | Coupe(s) nationale(s) | Total | Total |
| Saison                | Club                  | Division              | M.          | B.          | M.                    | B.                    | M.    | B.    |
| 2017-2018             | RC Saint-Denis        | Régional 1            | 20          | -           | 2                     | 1                     | 22    | 1     |
| 2018-2019             | RC Saint-Denis        | Division 2            | 21          | 0           | 1                     | 0                     | 22    | 0     |
| 2019-2020             | RC Saint-Denis        | Division 2            | 11          | 0           | 2                     | 0                     | 13    | 0     |
| Sous-total            | Sous-total            | Sous-total            | 52          | 0           | 5                     | 1                     | 57    | 1     |
| 2019-2020             | VGA Saint-Maur        | Division 2            | 3           | 2           | -                     | -                     | 3     | 2     |
| 2020-2021             | VGA Saint-Maur        | Division 2            | 2           | 0           | -                     | -                     | 2     | 0     |
| Sous-total            | Sous-total            | Sous-total            | 5           | 2           | -                     | -                     | 5     | 2     |
| 2021-2022             | Sampdoria             | Serie A               | 16          | 1           | 2                     | 0                     | 18    | 1     |
| 2022-2023             | Sampdoria             | Serie A               | 11          | 0           | 2                     | 1                     | 13    | 1     |
| Sous-total            | Sous-total            | Sous-total            | 27          | 1           | 4                     | 1                     | 31    | 2     |
| 2022-2023             | SSD Napoli (prêt)     | Serie B               | 13          | 1           | 0                     | 0                     | 13    | 1     |
| Sous-total            | Sous-total            | Sous-total            | 13          | 1           | 0                     | 0                     | 13    | 1     |
| 2023-2024             | FC Bâle               | Super League          | 18          | 1           | 5                     | 2                     | 23    | 3     |
| 2024-2025             | FC Bâle               | Super League          | 14          | 1           | 2                     | 0                     | 16    | 1     |
| Sous-total            | Sous-total            | Sous-total            | 32          | 2           | 7                     | 2                     | 39    | 4     |
| Total sur la carrière | Total sur la carrière | Total sur la carrière | 129         | 6           | 16                    | 4                     | 145   | 10    |

## Palmarès

### En sélection
Équipe du Maroc
- Aisha Buhari Cup
  - 2e place en 2021
- Coupe d'Afrique des nations
  -  Finaliste : 2022 et 2024